# Кавендиш, Эвелин
Э́велин Э́мили Мэ́ри Ка́вендиш, герцогиня Девонши́рская ((англ. Evelyn Emily Mary Cavendish, Duchess of Devonshire), в девичестве Пе́тти-Фицмо́рис (англ.  Petty-FitzMaurice), 27 августа 1870 — 2 апреля 1960) — дочь Генри Петти-Фицмориса, 5-го маркиза Лансдау, супруга Виктора Кавендиша, 9-го герцога Девонширского, генерал-губернатора Канады, герцогиня Девонширская с 1908 года. Занималась обустройством имений своего супруга, была правительницей гардеробной королевы Марии с 1910 по 1916 год и с 1921 по 1953 год.

## Биография

### Семья и брак
Леди Эвелин Эмили Мэри Петти-Фицморис родилась 27 августа 1870 года и стала старшим ребёнком в семье Генри Петти-Фицмориса, 5-го маркиза Лансдау и его супруги Мод Гамильтон. Всего в семье было две дочери и два сына. Отец Эвелин служил в качестве генерал-губернатора Канады в 1883—1888 годах, был вице-королём Индии в 1888—1894 годах, а также лидером консервативной партии с 1903 по 1916 год.

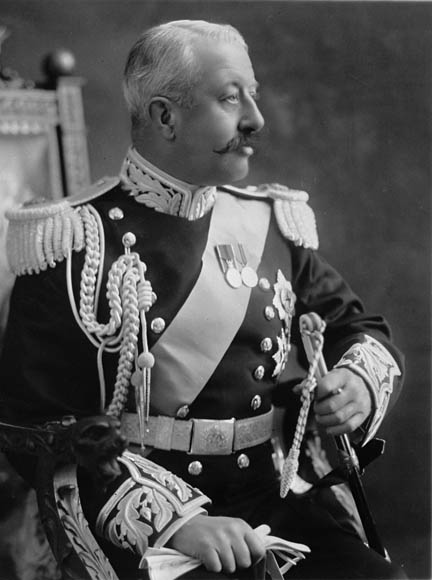
Виктор Кавендиш, 9-й герцог Девонширский.

30 июля 1892 года Эвелин вышла замуж за Виктора Кавендиша, племянника и наследника 8-го герцога Девонширского. Жених был членом палаты общин. Супруги поселились в Холькер-холле. В 1897 году они присутствовали на праздновании Бриллиантового юбилея правления королевы Виктории. Эвелин была одета в наряд императрицы Марии Терезии, а Виктор — в костюм XVI века.

### Герцогиня Девонширская
В 1908 году, после смерти герцога Девонширского, они унаследовали его титул и земли. В браке было семеро детей, которые подарили Эвелин и её супругу 21 внука. Семья герцогов Девонширских была одной из самых богатых в Великобритании, и возможно богаче, чем королевская семья. Герцогиня Эвелин стала хозяйской четырех больших имений супруга в Англии, а также замка в Ирландии. Она занялась их обустройством по собственному вкусу. Герцогиня строго соблюдала придворный этикет, чему учила и своих семерых детей, пользовалась всеми привилегиями аристократов. Биографы её супруга описывали Эвелин как «холодную и скромную женщину». Один из слуг герцогини писал, что она «не будет с Вами говорить, если сама этого не захочет, и я не могу гарантировать, что вы когда-то получите благодарность от неё» .
В 1909 году герцогиня в Дербишире основала отделение Красного креста и стала его первым президентом. В 1910 году Эвелин получила придворный статус правительницы гардеробной при недавно вошедшей на престол королеве Марии Текской, супруги короля Георга V. В 1916 году Виктор Кавендиш стал генерал-губернатором Канады, Эвелин пришлось отказаться от статуса при дворе. Она и её семеро детей последовали за герцогом в Оттаву. В Канаде дочь герцогов Дороти встретила своего будущего мужа, Гарольда Макмиллана, который с 1957 года был премьер-министром Великобритании. Виктор Кавендиш одобрял брак своей дочери, но Эвелин высказалась против. Гарольд был богатым человеком, но Эвелин смущало то, что он был сыном торговцев, а не аристократов. Герцогиня пыталась выдать дочь за Уолтера Монтегю Дуглас Скотта, герцога Баклю. Несмотря на это, Дороти и Гарольд поженились в 1920 году.
В 1921 году супруги вернулись на родину. Герцогиня снова стала правительницей гардеробной королевы до смерти Марии в 1953 году. В мае 1937 года Эвелин из рук королевы получила Королевский Викторианский орден.

### Вдовство
В апреле 1925 года герцог Девонширский перенёс инсульт, который сделал его парализованным. Со временем он стал умственно отсталым. Виктор не хотел видеть детей и не любил общество супруги. Одна из жён внуков Эвелин вспоминала: «Бабушка Эви пыталась жить так, словно ничего не случилось, но в их доме не хватало хозяина». Герцогиня продолжала заниматься поместьями и садами. Виктор Кавендиш умер в 1938 году. Эвелин переехала в Хардвик-холл, где занималась реставрацией гобеленов и картин.
В 1950 году умер её старший сын, 10-й герцог Девонширский Эдвард. После его смерти семья продала несколько имений. Хардвик-холл был передан в собственность королевского казначейства вместо налога на наследство в 1956 году. В 1959 году здание было передано в Национальный фонд Великобритании. Эвелин умерла 2 апреля 1960 года на 90-м году жизни.

### Дети

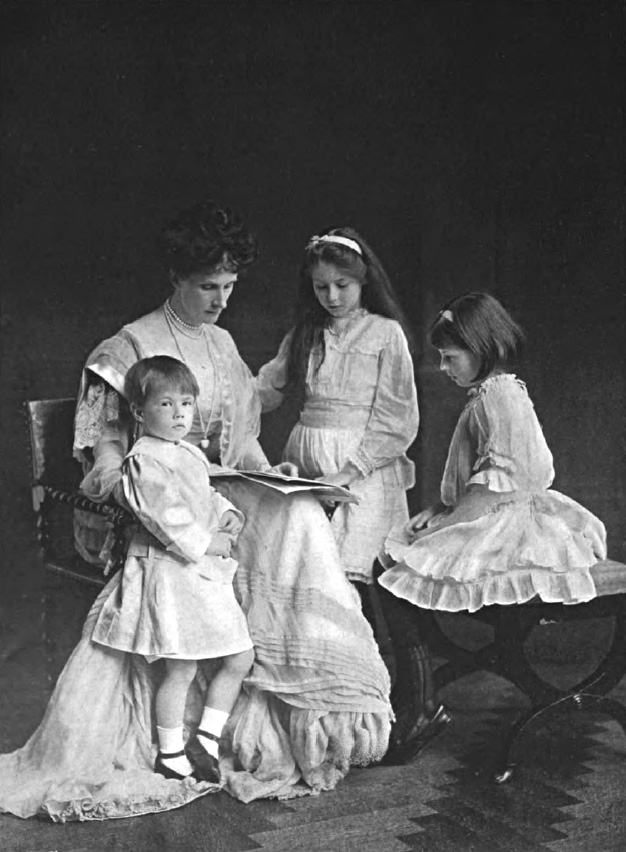
Герцогиня Эвелин Девонширская с тремя детьми.

В браке с Виктором Кавендишем, 9-м герцогом Девонширским родилось семеро детей:
- Эдвард Кавендиш (1895[24]—1950) — 10-й герцог Девонширский, был женат на достопочтенной Мэри Элис Гаскойн-Сесил[англ.], имели пятерых детей;
- достопочтенная Мод Луиза Эмма Кавендиш (1896[24]—1975) — супруга сначала капитана Ангуса Александра Макинтоша, имела одну дочь, а после его смерти вышла замуж за достопочтенного Джорджа Ивона Байли, имела от него троих детей;
- достопочтенная Бланш Катерина Кавендиш (1898[24]—1987) — супруга Ивана Джона Мюррей Кобольда, четверо детей;
- достопочтенная Дороти Кавендиш (1900[24]—1966) — супруга премьер-министра Великобритании Гарольда Макмиллана, имела четверых детей;
- достопочтенная Рейчел Кавендиш (1902[24]—1977) — супруга Джеймса Стюарта, 1-го виконта Стюарта из Финдхорна, трое детей;
- достопочтенный Чарльз Артур Френсис Кавендиш[англ.] (1905[24]—1944) — женился на Адель Астер, известной американской актрисе и танцовщице, имели одну мертворожденную дочь;
- достопочтенная Анна Кавендиш (1909[24]—1981) — супруга Генри Филиппа Ханлоука[англ.], консервативного политика, имели троих детей, развелись в 1943 году.